# Kalameili-Reservat
Das Kalameili-Naturreservat ist ein 17.000 km² großes Schutzgebiet im Uigurischen Autonomen Gebiet Xinjiang. Es befindet sich etwa auf halber Strecke zwischen der Provinzhauptstadt Ürümqi und der rund 200 Kilometer westlich des Schutzgebietes gelegenen Wüste Gobi. Das Gebiet ähnelt in seinem Biotop dem Großen Gobi-B-Schutzgebiet der südlichen Altai-Gobi und gehört zum ursprünglichen Verbreitungsareal von Przewalskipferd und Saiga-Antilope, die dort beide zu Beginn der zweiten Hälfte des 20. Jahrhunderts ausgestorben sind. Innerhalb des Schutzgebietes befindet sich bei Jimsar das Wild Horse Breeding Centre (WHBC) als eine der chinesischen Zuchtstationen für Przewalskipferde, das für den Import von Wildpferden aus europäischen und amerikanischen Zoos zum Zwecke ihrer Auswilderung errichtet wurde. Neben den Wildpferden verfügt das Naturreservat über gute Bestände der Halbesel-Unterart Dschiggetai und der Kropfgazellen.